# Amsacta felderi
Amsacta felderi là một loài bướm đêm thuộc phân họ Arctiinae, họ Erebidae.